# Stöng (gård)
För den rekonstruerade bondgården Stöng, se Þjóðveldisbærinn Stöng.

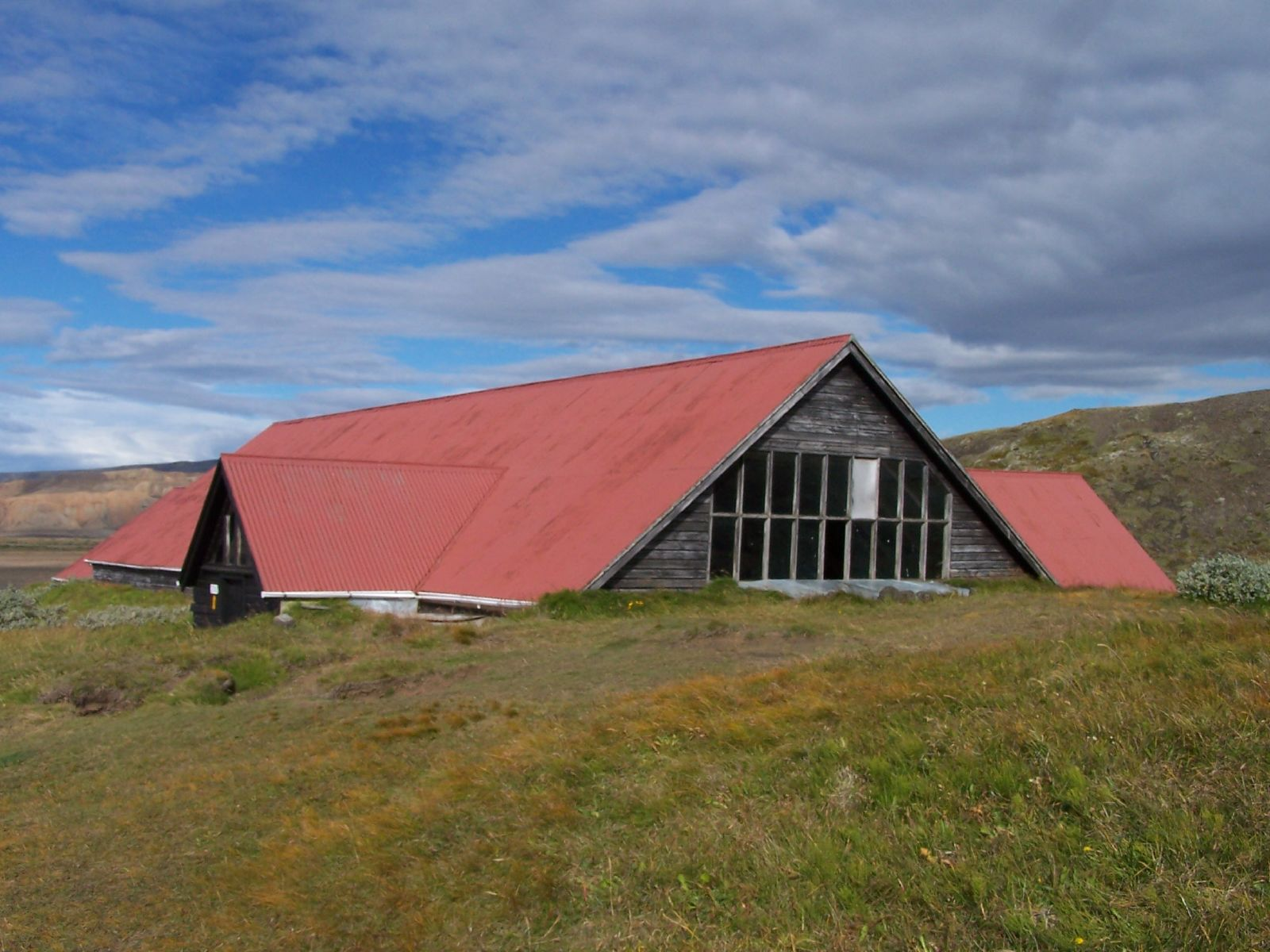
Byggnaden som skyddar utgrävningsplatsen

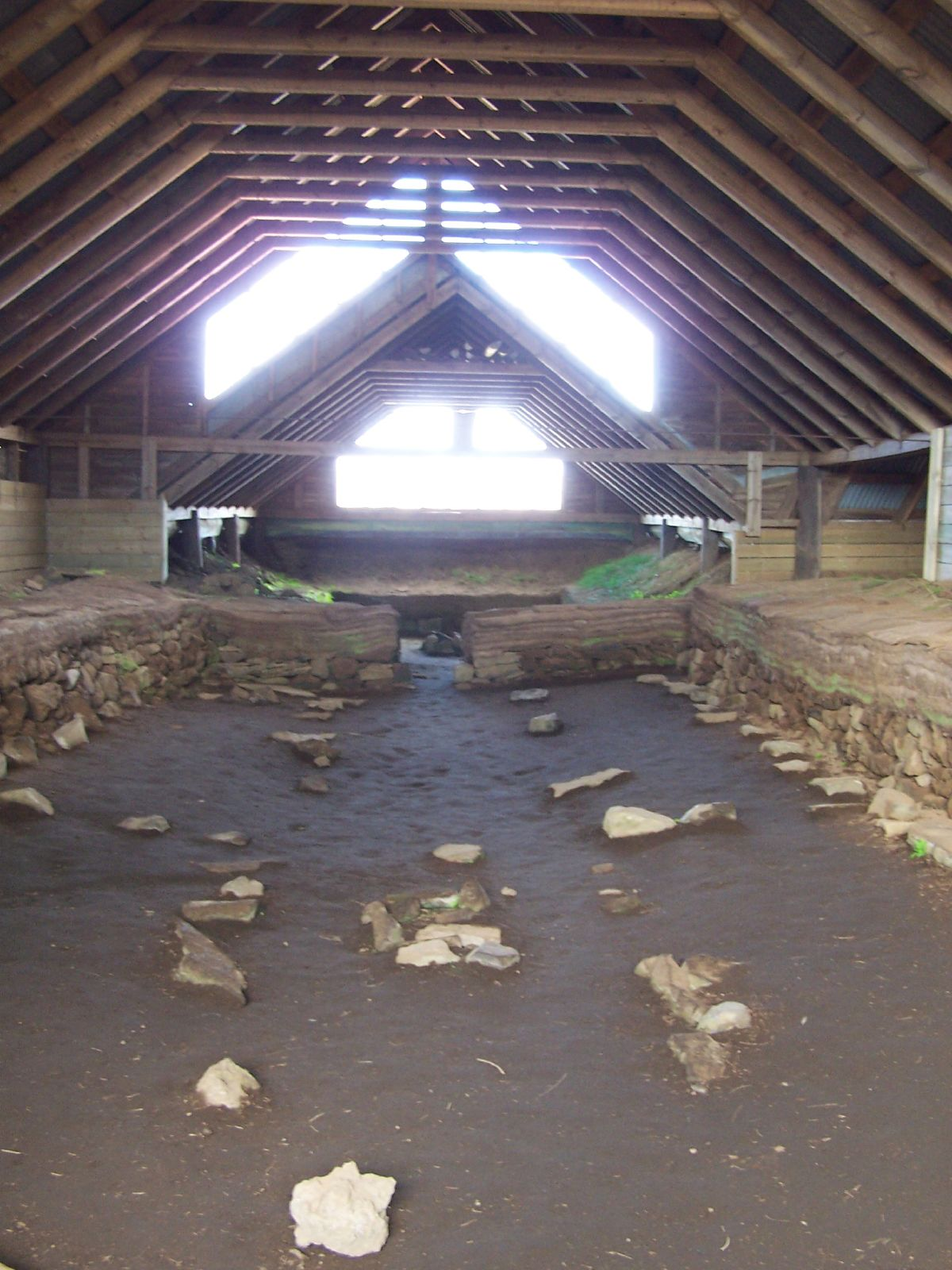
Interiör

Stöng, eller Stöng í Þjórsárdal, var en vikingatida gård, och är en arkeologisk utgrävningsplats, i Skeiða- og Gnúpverjahreppur i Þjórsárdalur i Suðurland på Island. År 1104 täcktes gården av aska efter ett utbrott från vulkanen Hekla. Gården grävdes ut år 1939 och boningshuset visade sig ha varit 30 meter långt. Gauk Trandilsson var enligt Landnámabók bonde på Stöng.
En rekonstruktion gjordes 1977 på en plats några kilometer söder om den ursprungliga platsen, Þjóðveldisbærinn Stöng.
Klyftan Gjain ligger drygt två kilometer öster om Stöng.